# Das Jugendgericht
Das Jugendgericht ist eine pseudo-dokumentarische Gerichtssendung, die von September 2001 bis Februar 2007 im werktäglichen Nachmittagsprogramm des Privatsenders RTL ausgestrahlt wurde. Im Frühjahr 2023 startete eine Neuauflage unter dem Titel Ulrich Wetzel – Das Jugendgericht.

## Vorgeschichte
Nachdem der Konkurrenzsender Sat.1 mit Richterin Barbara Salesch das Genre der Gerichtssendungen bereits erfolgreich im Nachmittagsprogramm etabliert hatte, startete RTL mit dem Jugendgericht im September 2001 die erste Gerichtssendung des Senders. Ausgestrahlt wurde das einstündige Format ab dem 3. September 2001 von Montag bis Freitag auf dem Sendeplatz um 16:00 Uhr.

## Darsteller
| Funktion     | Person                  | Jahren    |
| ------------ | ----------------------- | --------- |
| Richter      | Kirsten Erl             | 2005–2007 |
| Richter      | Dr. Ruth Herz           | 2001–2005 |
| Staatsanwalt | Christopher Posch       | 2005–2007 |
| Staatsanwalt | Dirk Küchmeister        | 2001–2005 |
| Verteidiger  | Alexandra Hagen         | 2005–2007 |
| Verteidiger  | Andreas Kerkhof         | 2001–2005 |
| Verteidiger  | Anna Wellmann           | 2002–2005 |
| Verteidiger  | Thomas Rossbach         | 2003–2005 |
| Verteidiger  | Dr. Dimitrios Argirakos | 2004–2005 |
| Verteidiger  | Nina von Werder         | 2004–2005 |
| Verteidiger  | Wolfgang Lohrum         | 2001–2004 |
| Verteidiger  | Claudia Krüger          | 2002–2004 |
| Verteidiger  | Dr. Jan Kralitschka     | 2004      |
| Verteidiger  | Katharina Bock          | 2004      |
| Verteidiger  | Tanja Kretzschmar       | 2003      |
| Verteidiger  | Stefan Loske            | 2001–2003 |
| Verteidiger  | Sylvia David            | 2002–2003 |
| Verteidiger  | Alon Lurie              | 2002      |
| Verteidiger  | Matthias Klagge         | 2001–2002 |
| Verteidiger  | Martin Lubda            | 2001–2002 |
| Verteidiger  | Jörg Küpperfahrenberg   | 2001      |

Erste Richterin der Sendung war Ruth Herz, die als promovierte Juristin auch im wirklichen Leben Richterin war und 1998 mit dem Bundesverdienstkreuz am Bande ausgezeichnet wurde. Insgesamt war sie vier Jahre lang als Darstellerin der Sendung Das Jugendgericht aktiv, letztmals am 2. September 2005. Sie folgte einem Ruf der University of Oxford.
Nachfolgerin von Ruth Herz wurde die zuvor als Richterin für Erwachsenenstrafrecht am Amtsgericht Essen tätige Kirsten Erl, die vom 5. September 2005 bis zum Ende der Sendung am 2. Februar 2007 als Richterin fungierte.
Als Staatsanwälte traten Dirk Küchmeister und Christopher Posch auf, für die Verteidigung Anna Wellmann, Beate Wildhausen, Eva von Bach, Alexandra Hagen, Andreas Kerkhof, Wolfgang Lohrum und Matthias Klagge. Als Justizwachtmeister trat ein Herr Panzer auf. Erzähler war Waldemar Scheimen.
Einen prominenten Gastauftritt in der Sendung hatte Grup Tekkan.

## Ende der Sendung
Die Sendung wurde, wie auch Das Familiengericht und Das Strafgericht, am 7. Januar 2006 zuletzt im Samstagnachmittagsprogramm ausgestrahlt. Am 2. Februar 2007 wurde die letzte Folge des Jugendgerichts ausgestrahlt. Nachfolgeformat auf diesem Sendeplatz war die von dem bereits als Staatsanwalt beim Jugendgericht aufgetretenen Christopher Posch präsentierte Sendung Staatsanwalt Posch ermittelt. Damit orientierte sich RTL an den bereits bei Sat.1 seit längerer Zeit gut laufenden sogenannten Detektiv-Dokus wie Lenßen & Partner, Niedrig und Kuhnt – Kommissare ermitteln und K11 – Kommissare im Einsatz.